# Uxyoquet
Uxyoquet är en ort i Mexiko.   Den ligger i kommunen Chilón och delstaten Chiapas, i den sydöstra delen av landet, 800 km öster om huvudstaden Mexico City. Uxyoquet ligger 949 meter över havet och antalet invånare är 325.
Terrängen runt Uxyoquet är kuperad. Runt Uxyoquet är det glesbefolkat, med 16 invånare per kvadratkilometer. Närmaste större samhälle är Ocosingo, 16,2 km sydost om Uxyoquet. I omgivningarna runt Uxyoquet växer i huvudsak städsegrön lövskog.